# 青春頌
《青春頌》是由香港歌手許廷鏗演唱，星煥國際製作，2013年2月21日發行的第十二張單曲，只作為派台用途，並未公開販售。

## 曲目
1. 青春頌
  - 作曲：藍奕邦，作詞：藍奕邦，編曲：嚴勵行
  - 另有由張美賢填詞的國語版本。

## 唱片版本
- CD版

## 音樂錄影帶
| 歌名   | 執導   | 首播日期     | 附註 |
| ------ | ------ | ------------ | ---- |
| 青春頌 | 詹可達 | 2013年4月9日 |      |

## 派台成績
|          | 香港 |     |     |   |
| 903      | RTHK | 997 | TVB |   |
| 最高位置 | (1)  | 1   | 1   | 2 |

(*)表示仍在榜上
粗體表示冠軍歌
(1)表示兩星期冠軍
- 新城勁爆兒歌榜：第1位

## 軼事
其中幾句歌詞亦成為2017年香港中學文憑試中國語文科試卷四說話能力考試其中一題要求考生討論「以下哪一個詞語最適合形容青少年時期？迷惘、反叛、寂寞」時的其中一份「附設閱讀材料」。
雖然歌詞用上「放肆任性」、「作反」、「出走」及「荒誕」等字眼，其實是想鼓勵年輕人要「敢於創新」，可惜被出卷員誤以為是一首「反叛情歌」。
此外，「迷惘」和「寂寞」的代表歌曲分別是Beyond《你知道我的迷惘》（「真的愛你」的國語版）及陳百強《寂寞的感覺》。

## 備註
1. ↑  見《長大》專輯歌詞本。
2. ↑  my903.com - 叱咤樂迷 - 許廷鏗 - 青春頌[永久]，2013年2月24日 (日) 22:35 (UTC+8)查閱（繁體中文）